# Plateumaris weisei
Plateumaris weisei (лат.) — вид жуков из семейства листоедов.

## Описание
Жуки длиной 6,2-8 мм блестящей металлически-зеленой, бронзовой, синей, фиолетовой окраски, иногда коричневые без металлического блеска. Глаза маленькие, надглазничная борозда нечеткая. Темя с осушением вдоль глубокой срединной линии. Усики у большинства особей полностью рыжие, но у некоторых особей тёмно-рыжие или с металлическим блеском на вершине. Переднеспинка почти квадратная, немного длиннее своей ширины, у основания сужена, слегка конусовидная, её поверхность мелкоморщинистая и пунктированная. Срединная линия переднеспинки слабо выражена с неглубокой бороздой. Бёдра задних ног обычно рыжие у основания с небольшим, неострым зубцом.

## Биология
Личинки развиваются на корнях осок.

## Распространение
Широко распространены в Евразии от северной Фенноскандии до Восточной Азии (Север Китая, Корейский полуостров и Япония).